# デザインに関する賞
デザインに関する賞（でざいんにかんするしょう）は、デザインに関する賞をジャンル別にまとめたものである。

## 全般
- ADC賞
- CSデザイン賞
- IAUD国際デザイン賞
- JACAビジュアルアート展
- JAGDA新人賞
- TDC賞
- 勝見勝賞
- 亀倉雄策賞
- グッドデザイン賞
- 国際デザイン・コンペティション
- コクヨデザインアワード
- 通産省デザイン功労者賞
- 日本文化デザイン賞
- 文化庁メディア芸術祭
- 毎日デザイン賞
- シヤチハタ・ニュープロダクト・デザイン・コンペティション
- キッズデザイン賞

## 広告
- ACC CM FESTIVAL
- OCC賞
- SDA賞
- TCC賞
- 朝日広告賞
- 毎日広告デザイン賞
- 広告電通賞
- 宣伝会議賞
- ディスプレイデザイン賞
- 日本パッケージデザイン大賞
- フジサンケイグループ広告大賞
- 読売広告大賞

## ファッション
- ATF アジア国際ファッションデザイナーズコンテスト
- コイズミ国際学生照明デザインコンペ
- 装苑賞
- 日本生活文化大賞
- 毎日ファッション大賞
- 全国高等学校ファッションデザイン選手権大会
- ベストジーニスト
- ベスト・ジャージスト
- ベストドレッサー賞

## 建築
- JCDデザイン賞
- JID賞
- JSCA賞
- BCS賞
- 環境・設備デザイン賞
- 公共建築賞
- アジアデザイン賞
- SDREVIEW
- DSA賞

## 写真
- 写真新世紀
- ひとつぼ展
- JPS展
- POLASTYLE
- 月刊日本フォトコンテスト
- 日本広告写真家協会APA賞
- ハイテクニカル・フォトコンテスト
- フィリップモリスアートアワード
- よみうり写真大賞

## その他
- iFデザイン賞
- レッド・ドット・デザイン賞 [1]
- NECマルチメディア大賞
- SDA賞
- 講談社出版文化賞
- 造本・装幀コンクール展
- デジタルコンテンツグランプリ
- 日本クラフト賞
- 日本フラワーデザイン大賞
- 日本パッケージングコンテスト
- 広島国際アニメーションフェスティバル
- モリサワ賞タイプフェイスデザインコンテスト
- ブルネル賞